# Maribel Verdú
Maribel Verdú (Madri, 2 de outubro de 1970) é uma atriz espanhola.

## Biografia
María Isabel Verdú Rollán começou a carreira aos 13 anos, em anúncios publicitários. Já trabalhou em mais de 60 filmes, na maioria espanhóis, bem como várias telesséries.
Maribel Verdú está casada com Pedro Larrañaga, filho dos atores Carlos Larrañaga e María Luisa Merlo.

## Filmografia

### Cinema
- 2011 - 1395 dana bez crvene
  - De tu ventana a la mía
- 2009 - Tetro
- 2008 - Gente de mala calidad
  - Los girasoles ciegos
- 2007 - El niño de barro
  - La zona
  - Siete mesas de billar francés
  - Oviedo Express
- 2006 - O Labirinto do Fauno
- 2003 - Tiempo de tormenta
- 2002 - Lisístrata
- 2001
  - Tuno negro
  - E Sua Mãe Também
  - El Palo
- 2000
  - Dinosaurio
  - El portero
  -  La hora del silencio
- 1999 - Goya en Burdeos
- 1998
  - El entusiasmo
  - Frontera Sur
- 1997
  - La buena estrella
  - Carreteras secundarias
- 1996 - La Celestina
- 1994
  - Canción de cuna
  - El cianuro ¿sólo o con leche?
  - Al otro lado del túnel
- 1993
  - Tres palabras
  - Ovos de Ouro
  - O amante bilíngüe
- 1992
  - El beso del sueño
  - Belle Époque
  - Salsa rosa
- 1991
  - El sueño de Tánger
  - Amantes
- 1990
  - Badis
  - Ovejas negras
  - Los jinetes del alba
- 1989
  - Sabor a rosas
- 1988
  - Feliz cumpleaños
  - El aire de un crimen
  - Soldadito español
  - Sinatra
  - Barcelona Connection
  - El juego más divertido
- 1987
  - La estanquera de Vallecas
  - El señor de los Llanos
- 1986
  - El año de las luces
  - 27 horas
  - El orden cómico

## Televisão
- Élite (2023)
- Código fuego (200x)
- Ellas son así (1999)
- Canguros (1994)
- La huella del crimen 1: El crimen del capitán Sánchez  (1985)

## Teatro
- Te quiero muñeca (2003)

## Prêmios e indicações
Prêmio Goya
| Ano  | Categoria                | Trabalho               | Resultado |
| ---- | ------------------------ | ---------------------- | --------- |
| 2006 | Melhor atriz             | El laberinto del fauno | Indicada  |
| 1997 | Melhor atriz coadjuvante | La buena estrella      | Indicada  |
| 1996 | Melhor atriz coadjuvante | La Celestina           | Indicada  |
| 1991 | Melhor atriz             | Amantes                | Indicada  |

Prêmio Ariel
| Ano  | Categoria    | Trabalho               | Resultado |
| ---- | ------------ | ---------------------- | --------- |
| 2006 | Melhor atriz | El laberinto del fauno | Venceu    |

Fotogramas de Prata
| Ano  | Categoria                 | Trabalho                                   | Resultado                |
| ---- | ------------------------- | ------------------------------------------ | ------------------------ |
| 2006 | Melhor atriz de cinema    | El laberinto del fauno                     | Indicada                 |
| 1997 | Melhor atriz de cinema    | La buena estrella e Carreteras secundarias | Indicada                 |
| 1994 | Melhor atriz de televisão | Canguros                                   | Venceu                   |
| 1993 | Melhor atriz de cinema    | Tres palabras                              | Semifinalista (1ª ronda) |
| 1992 | Melhor atriz de cinema    | Belle Époque                               | Indicada                 |
| 1991 | Melhor atriz de cinema    | Amantes                                    | Indicada                 |
| 1987 | Melhor atriz de cinema    | La estanquera de Vallecas                  | Semifinalista            |
| 1987 | Melhor atriz de TV        | Vida privada                               | Semifinalista            |
| 1986 | Melhor atriz de cinema    | 27 horas e El año de las luces             | Indicada                 |

Medalhas do Círculo de Escritores Cinematográficos
| Ano  | Categoria    | Trabalho          | Resultado |
| ---- | ------------ | ----------------- | --------- |
| 1997 | Melhor atriz | La buena estrella | Venceu    |

Prêmio Godoy
| Ano  | Categoria  | Trabalho   | Resultado |
| ---- | ---------- | ---------- | --------- |
| 2002 | Pior atriz | Lisístrata | Venceu    |